# Serie A (calcio a 5)
La Serie A è il massimo livello del campionato italiano di calcio a 5. È gestita dalla Divisione Calcio a 5, organo della Federazione Italiana Giuoco Calcio afferente alla Lega Nazionale Dilettanti. Sebbene il primo torneo ufficiale fu giocato nel 1984, il primo campionato nazionale fu organizzato solo nella stagione 1989-90 e organizzato in un unico girone dalla edizione successiva.

## Storia

### Gli albori del torneo
Quello che al tempo era chiamato "calcetto" inizia a essere praticato in Italia tra gli anni '50 e '60, soprattutto nei circoli sportivi romani sul Lungotevere. Gli improvvisati campi da gioco sono quelli in terra battuta del tennis a cui è tolta la rete e sono installate delle mini-porte da calcio. Sotto la direzione del pioniere Gustavo Valiani, nel 1961 si disputa la prima edizione della "Coppa dei Canottieri" di calcio a 5, riservata ai più prestigiosi circoli sportivi capitolini.
Nel 1978 nasce come Federcalcetto la Federazione Italiana Calcetto da cui in seguito derivò, in base ad una scissione interna, la Lega Italiana Calcetto.
Dal 1978 al 1983 si giocarono così due campionati fino al dicembre 1983, quando si concretizzò l'ingresso della disciplina all'interno della FIGC.
Nel 1984 la Federazione istituisce il "Comitato Nazionale del Calcetto" con il duplice scopo di organizzare e normare una disciplina ancora improntata sullo spontaneismo nonché di diffondere lo sport oltre i confini dei circoli sportivi romani. In quest'anno, sotto la guida di Antonio Ricchieri, si ha la creazione di una selezione nazionale affiliata all'UEFA nonché l'istituzione del primo torneo nazionale. Al primo torneo nazionale parteciparono 350 squadre. Nella prima fase di qualificazione gli incontri erano riservati a compagini appartenenti alla stessa regione, ciascuna delle quali aveva a disposizione un numero di qualificazioni proporzionale a quello delle iscrizioni. A questa prima fase ne seguiva una a carattere interregionale articolata in gare di andata e ritorno per determinare le otto formazioni ammesse alla poule scudetto organizzata in luglio nel Campo Centrale del Foro Italico a cui parteciparono Roma Calcetto, Roma RCB, Circolo Canottieri Aniene, Tor Carbone, Hobby Sport Poggio Verde Roma, Mondo Rubber Torino, Incra Cosenza e Lacco Ameno Ischia. La finalissima è vinta dalla Roma Barilla, che supera 5-0 la Roma RCB davanti a 5.000 spettatori. Nella squadra Campione d'Italia spiccano i nomi di Caneschi, Rotondi, Scacchi, Ronconi, Albanesi e Filippini; il tecnico è Giampiero Forte.
Nell'intenzione di sganciare la disciplina dai ritmi stagionali del tennis, estendendo la sua praticabilità all'intero anno solare e non più alla sola primavera, nell'edizione successiva l'inizio del campionato, seppur interrotto da una lunga sosta invernale, è anticipato a ottobre anziché in marzo. Anche la fase interregionale è modificata, con l'introduzione di quadrangolari in sede unica al posto degli scontri a eliminazione diretta. La poule scudetto si sposta nella Repubblica di San Marino e per la prima volta è giocata in campi con il fondo in erba sintetica e non più nei campi di terra rossa. In finale la Roma Calcetto si ripete, superando 4-1 il Marino Calcetto.
Nella stagione 1985-1986 la Roma Barilla è ancora protagonista; arriva in finale, ma sulla sua strada trova l'Ortana Griphus, società nata in quello stesso anno proprio da una scissione della Roma Barilla. La finale viene vinta ai rigori dagli ortani, che ci riproveranno anche l'anno seguente ma senza successo, uscendo sconfitti dalla finale per mano del Marino Calcetto. La fase finale per la stagione 1987-88 vede il tricolore tornare nella capitale. A conquistarlo è la Roma RCB, che in finale ha la meglio sul Millefonti Torino.

### L'avvento della Serie A e la diffusione oltre la Capitale
Nella stagione 1989-90 si disputa il primo campionato di Serie A, organizzato in quattro gironi. A sollevare il trofeo è ancora la Roma RCB, che dopo aver vinto il proprio girone, è protagonista anche della poule scudetto vinta ai rigori contro il Marino Calcetto.
Le prime cinque squadre classificate di ciascun girone al termine del campionato precedente danno vita nella stagione 1990-91 al primo campionato di Serie A a girone unico. La Roma RCB piazza il tris, al termine di una finale epica, al meglio di tre gare, contro la matricola Geas Roma, allenata da Renato Scalpellino.
Nel 1991-92 inizia l'epopea della BNL Calcetto guidata dal tecnico Piero Gialli, capace di giocare ben 8 finali scudetto consecutive. Il primo titolo lo conquistano superando in finale l'Ericsson Sielte; mentre perdono le successive due finali contro il Torrino dell'emergente tecnico Alessandro Nuccorini. Nel 1994-95 la BNL si riprende il titolo sempre ai danni del Torrino come pure l'anno successivo dando vita ad una vera e propria rivalità in ambito nazionale fra le due formazioni.
Nella stagione 1997-98 viene abbandonata la formula della poule scudetto, sostituita dai play-off: l'egemonia della BNL è interrotta dalla neonata Lazio che rileva il titolo sportivo del Torrino. La stagione successiva rappresenta una vera e propria rivoluzione nel panorama del calcio a 5 italiano: la disciplina ha ormai attecchito anche nel resto della Penisola e il Torino guidata dallo spagnolo Jesús Velasco è la prima formazione non laziale ad aggiudicarsi il titolo.
I due campionati successivi, vinti rispettivamente dal Genzano di Agenore Maurizi e dalla Roma RCB sono gli ultimi successi che la regione esprimerà, lasciando spazio nei decenni successivi ad altre realtà territoriali. La stagione 2001-02 vede infatti salire alla ribalta il Prato di Velasco che si laurea campione d'Italia battendo in finale lo Stabia e ripetendosi l'anno successivo contro la Lazio. I successivi tre anni vedono un progressivo aumento del tasso tecnico del campionato grazie ai numerosi talenti brasiliani che approdano in Serie A.

### Il decennio veneto
Nel 2003-04 la vicentina Arzignano vince il primo scudetto a distanza di soli due anni dal suo approdo in A, battendo il Perugia di Riccardo Gaucci grazie ad una formazione ricca di talento. Il Perugia si riscatta l'anno seguente in una storica finale contro la Roma Futsal nata dalla fusione tra BNL e Roma RCB. La stagione 2005-06 è dominata dalla Luparense di Jesus Velasco; la formazione padovana arriva però piuttosto provata a fine stagione e viene eliminata dagli storici rivali dell'Arzignano, che volano in finale a conquistare il loro secondo titolo a spese del Nepi.

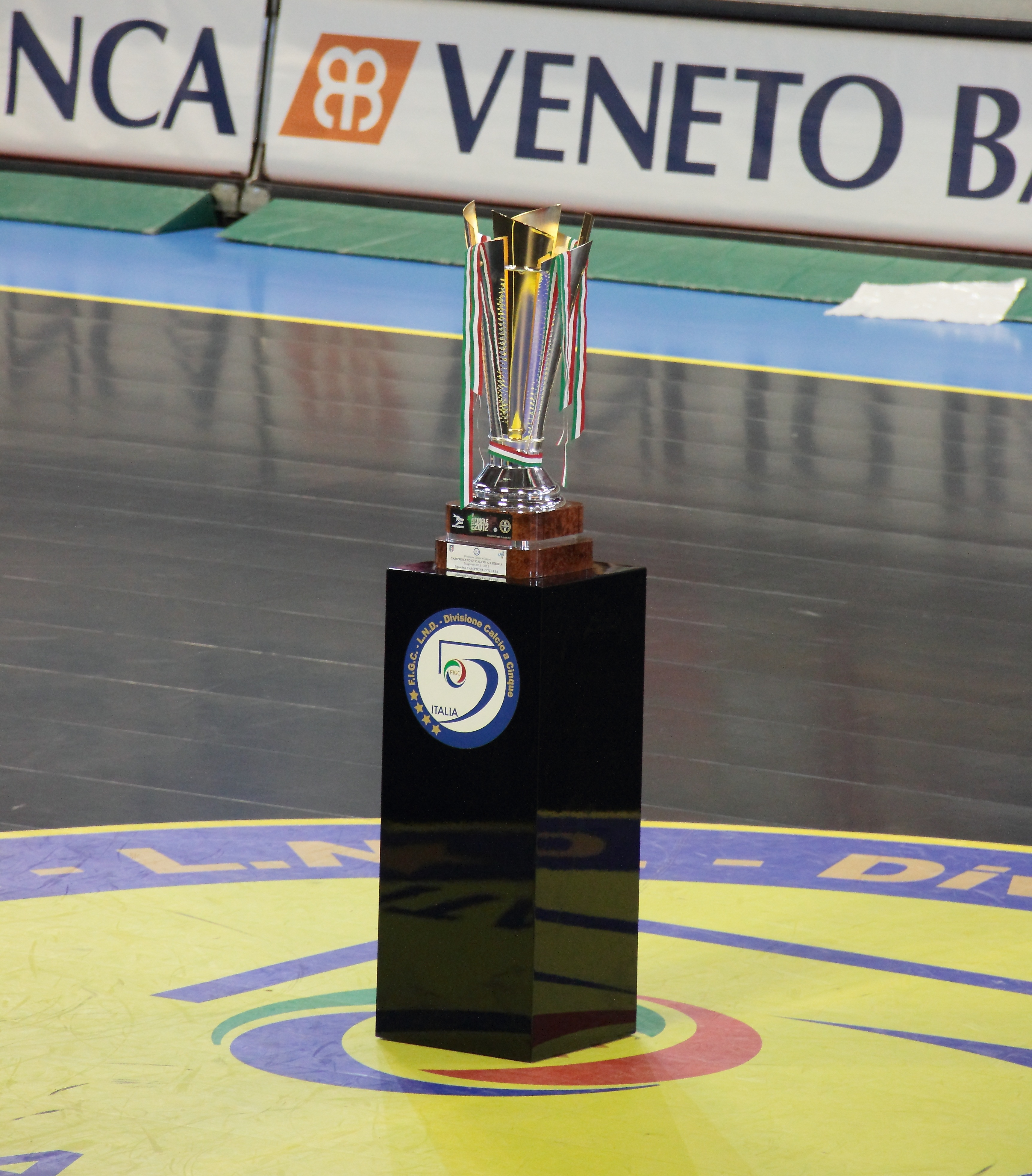
La coppa assegnata a chi vince il campionato

A partire dal 2006-07 la Luparense domina ininterrottamente sia la Regular Season che i play-off guidata sempre da Velasco. Il primo titolo arriva in finale contro la Lazio Nepi dopo un'estenuante sfida durata per tutta la stagione. L'anno successivo la Serie A vede sia il Montesilvano che la Luparense contendersi il primo posto durante la stagione; alla fine la spunta la Luparense che si riconferma Campione d'Italia in finale contro l'Arzignano grazie ad una rosa stellare. Il 2008-09 si rivela un campionato estremamente equilibrato, con Luparense e Montesilvano a dividersi la prima piazza del Campionato, tallonati a soli due punti dalla Marca Trevigiana. Nei play-off i padovani conquistano nuovamente lo Scudetto per la terza volta consecutiva vincendo entrambe le finali. La stagione 2009-10 vede interrompersi l'egemonia Luparense con il primo scudetto del Montesilvano: nei play-off la compagine abruzzese sconfigge prima i campioni in carica della Luparense e in finale la Marca che aveva dominato la stagione regolare. La stagione seguente lo scudetto prende nuovamente la strada del Veneto: questa volta sono i bianconeri trevigiani ad aggiudicarsi il titolo: concluso il campionato al primo posto, la Marca si conferma irresistibile anche nei play-off, eliminando prima il Montesilvano in semifinale, e quindi il sorprendente Pescara in finale. Il 2011-12 è testimone del ritorno della Luparense; i lupi dominano la regular season con la sola Marca capace di reggerne il passo mentre Lazio, Montesilvano e Pescara concludono la stagione con oltre 20 punti di distacco.
Nei successivi play-off sembra che improvvisamente la squadra di Julio Fernandez abbia smarrito sé stessa, riuscendo ad avere la meglio sul Putignano e quindi sul Montesilvano con enorme fatica e in entrambi i casi solo in Gara 3. Come da pronostici in finale incontra la Marca Futsal, dando vita a un derby vibrante giocato alla meglio delle cinque gare due delle quali decise solo ai rigori. In Gara 5 il sostanziale equilibrio delle partite precedenti è spazzato via dalla maggiore fame e determinazione dei padovani che strapazzano gli avversari per 5-1, appuntandosi sul petto il quarto scudetto della loro storia. La stagione regolare 2012-2013 vede la salita alla ribalta dell'Asti. La formazione orange, costruita in estate senza badare a spese (Kiko, Hernán Garcias ma soprattutto l'acquisto del capitano Vampeta e del bomber Rodolfo Fortino dalla Luparense) sbanca la stagione regolare, concludendo il campionato imbattuta e staccando Luparense e Lazio di ben sedici punti. Un epilogo che sembrava scontato viene tuttavia messo in discussione nei play-off, quando la corazzata piemontese, prima di vincere in casa e passare il turno, è fermata sul campo dell'ostico Pescara (qualificatosi in extremis a spese del Montesilvano). Gli altri quarti di finale si rivelano altrettanto sorprendenti: la Luparense deve compiere un'impresa per avere la meglio di un Kaos privo di timori reverenziali, la Marca (resuscitata dalla cura Fernandez dopo un girone d'andata disastroso) si rivela spietata contro la matricola rivelazione del campionato Cogianco mentre la Lazio è addirittura eliminata dall'Acqua&Sapone. Nelle semifinali la Luparense si qualifica ma fatica contro gli abruzzesi mentre l'Asti, dopo il pareggio a Montebelluna si vede imporre tra le mura amiche la prima e unica sconfitta stagionale da parte della Marca che conquista la propria quarta finale consecutiva. Nella riedizione della finale scudetto 2012, i bianconeri dopo la vittoria corsara a Bassano, vincono entrambe le gare in casa chiudendo la serie già sul 3-0, laureandosi nuovamente campioni d'Italia a distanza di due anni dal primo titolo.

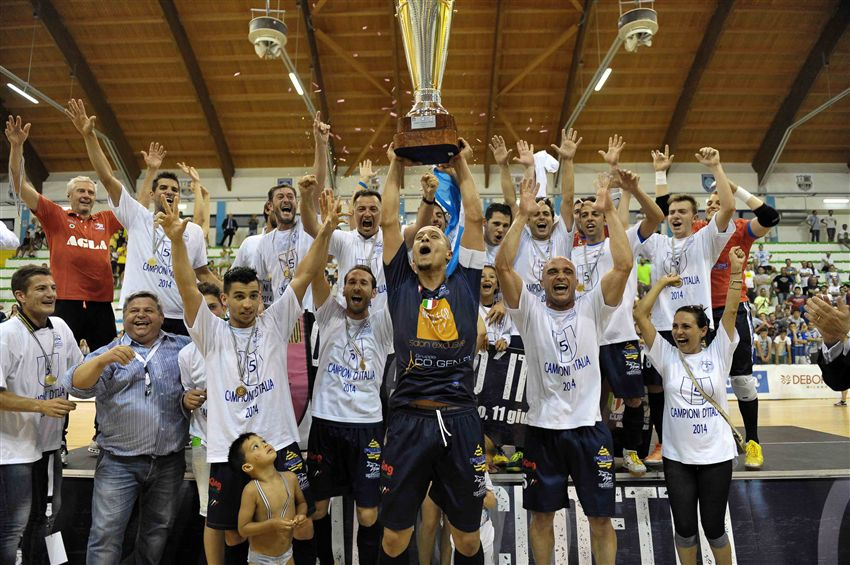
Al PalaRoma la Luparense festeggia la vittoria del suo quinto scudetto

Nella stagione 2013-14 si registra la riduzione dell'organico da 14 a 10 unità, dopo che Cogianco Genzano, Montesilvano, Napoli S.M.S. e Vicenza rinunciano alla categoria, ripartendo dalle categorie inferiori o dal settore giovanile. L'innalzamento del livello tecnico della manifestazione è certificato dall'arrivo di diversi top player provenienti dai campionati spagnolo e portoghese, travolti dalla crisi economica. La Marca saluta la bandiera Duarte e il capitano Wilhelm, affidandosi al genio di Leitão e alle giocate degli spagnoli Fàbian e Sergio. La Luparense si assicura il forte nazionale portoghese Marinho, l'emergente Waltinho e l'esperto Taborda. La maggiore novità nell'Asti sta nel nuovo allenatore: dopo sette stagioni Sergio Tabbia lascia la squadra, sostituito da Tiago Polido che chiama con sé in Piemonte i fedeli Novak e Wilhelm. Tra le quattro finaliste dell'edizione precedente, l'Acqua e Sapone è tuttavia quella maggiormente rinforzata, in virtù della collaborazione con il Montesilvano che cede ai cugini i migliori elementi della propria rosa. La stagione è segnata dalle sorti della Marca: dopo un girone di andata in linea con le aspettative e concluso al secondo posto alle spalle dell'Asti, la dirigenza è costretta al ridimensionamento della squadra a causa del disimpegno economico di uno dei principali sponsor. Nel girone di ritorno la società castellana schiera la formazione juniores, rimediando sconfitte imbarazzanti e arretrando inesorabilmente nella classifica fino a raggiungere l'ultimo posto. L'Asti vince per la seconda stagione consecutiva la stagione regolare e per la seconda stagione consecutiva manca l'approdo alla finale scudetto, venendo eliminata dalla Luparense. Nell'altra parte del tabellone la spunta l'Acqua e Sapone: la formazione di Bellarte, fresca vincitrice della Coppa Italia, nonostante i passi falsi in trasferta si impone a suon di gol al PalaRoma, raggiungendo per la prima volta la finale scudetto. La vittoria in Gara-1, ottenuta grazie a un perentorio 6-2, è tuttavia ribaltata dalla Luparense che si impone nei due incontri successivi, vinti entrambi di misura grazie a due autogol di Murilo Ferreira. La vittoria ai rigori dell'Acqua e Sapone in Gara-4 riporta la sfida in equilibrio, rendendo necessaria la disputa di una partita ulteriore. Nella bella la Luparense impone la propria esperienza all'avversario, vincendo 5-3 a Montesilvano. La vittoria del quinto scudetto consente alla squadra veneta di eguagliare il record della Roma RCB, mentre Fulvio Colini affianca Velasco tra gli allenatori capaci di vincere il titolo con tre società diverse.

### Nuovi equilibri
Nella stagione 2014-15 l'obbligo di schierare 6 giocatori formati in Italia condiziona il mercato estivo, costringendo molte squadre a intervenire massicciamente sui propri organici. La protagonista del mercato è l'Asti che, reduce da un biennio deludente, rivoluziona l'intera rosa, assicurandosi le prestazioni del capitano del Barcellona Jordi Torrás, l'estroso Jonas, i nazionali italiani De Luca, Putano e Romano nonché il pivot Kristjan Čujec, autentica rivelazione dei precedenti campionati europei. Lasciano il Piemonte il capitano della nazionale Gabriel Lima (acquistato dal Murcia), Corsini, Patias, Vampeta e Cavinato, strappato dall'Acqua e Sapone per sostituire il partente Chaguinha. Proprio la compagine abruzzese viene indicata dagli addetti ai lavori come la squadra più attrezzata, avendo mantenuto praticamente inalterato il roster che la scorsa stagione vinse la Coppa Italia e raggiunse la finale scudetto. Dopo il divorzio da Colini, la Luparense si affida all'emergente Alessio Musti che porta con sé i campioni d'Europa Giasson, Miarelli nonché l'esperto pivot Mauricio. I campioni in carica perdono tuttavia Canal, Caputo ed Ercolessi, richiesti dallo stesso Colini a Pescara, che si candida come mina vagante alle spalle delle tre squadre favorite. La stagione regolare è dominata da un grande equilibrio tra le squadre; partita forte nel girone di andata, la Lazio del presidente/giocatore Chilelli si affloscia in quello di ritorno, permettendo il recupero non solo all'incostante Acqua e Sapone, ma anche a Real Rieti e Kaos. Nella parte bassa della classifica si registra l'impresa del Napoli: composta prevalentemente da giovani italiani, nel finale di stagione i partenopei inanellano una serie di risultati utili che li proiettano dall'ultimo posto al nono, inguaiando il Fabrizio che dopo l'esonero di David Ceppi in dicembre crolla pericolosamente nella zona play-out. Trascinato da uno straordinario Edgar Bertoni, nei play-off il Kaos elimina sorprendentemente prima l'Asti e quindi la Luparense, mentre nell'altra metà del tabellone è il Pescara ad aggiudicarsi il derby abruzzese nella semifinale contro l'A&S. La finale è appannaggio dei delfini che pur faticando ad avere la meglio dei ferraresi, chiudono la serie sul 4-1 festeggiando il primo scudetto della propria storia.
Oltre alla mancata iscrizione del neopromosso Orte, la stagione 2015-16 è caratterizzata dalla rinuncia del Cosenza alla quarta giornata di calendario. La formazione calabrese è la prima società esclusa in Serie A dall'istituzione del campionato. Il Pescara campione in carica si rinforza con l'arrivo degli argentini Borruto e Cuzzolino, puntando a recitare il ruolo di protagonista sia in Italia sia in Europa. Il biennio deludente dell'Asti costa la panchina a Polido, sostituito dall'allenatore della formazione Under-21 Cafu. I piemontesi puntellano l'organico con l'esperienza di Bertoni e Nora oltre alle reti portate in dote dal capocannoniere del campionato Manoel Crema. Per ragioni diverse Acqua&Sapone, Kaos e Luparense escono ridimensionate dal mercato estivo mentre aumenta il tasso tecnico delle società di metà classifica. Sono infatti Cogianco e Montesilvano a trascinare il gruppo nel girone di andata, per poi cedere il passo alle favorite Asti e Pescara, infastidite nel loro duello a distanza da un combattivo Real Rieti. In coda alla classifica si contendono la salvezza Corigliano, Lazio e Napoli; sono queste ultime a disputare i play-out, vinti con agevolezza dal Napoli. I play-off si rivelano estremamente equilibrati: la Cogianco porta l'Asti fino ai supplementari di Gara3 mentre il Pescara è addirittura eliminato dalla Luparense, rivitalizzata dal cambio di allenatore dopo un avvio di campionato piuttosto stentato; ad A&S e Real Rieti bastano una vittoria e un pareggio per superare il turno. Le partite di semifinale e finale si rivelano tiratissime, decise in alcuni casi solamente dai calci di rigore. Ad avere la meglio su un ottimo Real Rieti è però l'Asti che vince il primo scudetto della propria storia.

## Evoluzione del campionato di Serie A a girone unico
Dalla stagione 1990-91 si sono disputati 34 campionati di Serie A a girone unico:
- Serie A 1990-91: 20 squadre
- Dalla Serie A 1991-92 alla Serie A 1997-98: 18 squadre
- Dalla Serie A 1998-99 alla Serie A 2001-02: 16 squadre
- Dalla Serie A 2002-03 alla Serie A 2012-13: 14 squadre
- Serie A 2013-14: 10 squadre
- Serie A 2014-15: 11 squadre
- Serie A 2015-16: 13 squadre[3]
- Serie A 2016-17: 12 squadre
- Serie A 2017-18: 14 squadre
- Serie A 2018-19: 12 squadre
- Serie A 2019-20: 16 squadre
- Serie A 2020-21: 14 squadre
- Dalla Serie A 2021-22 alla Serie A 2023-24: 16 squadre

### Organico
- 13 volte: 14 squadre (ultima volta: Serie A 2020-21)
- 8 volte: 16 squadre (ultima volta: Serie A 2023-24)
- 7 volte: 18 squadre (ultima volta: Serie A 1997-98)
- 2 volte: 12 squadre (ultima volta: Serie A 2018-19)
- 1 volta: 20 squadre (unica volta: Serie A 1990-91), 10 squadre (unica volta: Serie A 2013-14), 11 squadre (unica volta: Serie A 2014-15), 13 squadre[3] (unica volta: Serie A 2015-16)

## Squadre partecipanti
Aggiornato alla stagione 2023-24
- 23 volte •  Lazio (1996-2019)
- 22 volte •  Montesilvano (1992-2013, 2015-16)
- 19 volte •  Augusta (1993-2012)
- 15 volte •  Luparense (2003-18)
- 14 volte •  BNL Roma (1990-2004),  Roma RCB (1990-2004),  Kaos (1990-1995, 2009-18)
- 13 volte •  Napoli (2003-04, 2005-10, 2012-19),  Pescara (2010-23)
- 12 volte •  Pescara (2006-18)
- 11 volte •  Petrarca (1997-2003, 2019-23, 2024-oggi)
- 10 volte •  Reggio (1997-2003, 2004-08),  Arzignano (2002-10, 2018-20)
- 9 volte •  Prato (1997-2006),  Real Rieti (2011-20),  CAME Treviso (2016-oggi)
- 8 volte •  Pro Ficuzza (1990-98),  Genzano (1997-2005),  CUS Chieti (1995-99, 2001-05),  Cagliari (1998-2003, 2008-11),  Feldi Eboli (2017-oggi),  Italservice (2017-oggi)
- 7 volte •  Hellas Verona (1990-97),  Città di Palermo (1992-99),  Torino (1993-94, 1995-99, 2000-02),  Marca (2007-14),  Meta Catania (2018-oggi)
- 6 volte •  Delfino Cagliari (1990-96),  Poggio Verde (1990-96),  Torrino (1990-96),  Marino (1990-95, 1996-97),  Milano (1994-2000),  Perugia (2002-08),  Bisceglie (2006-12),  Asti Orange (2010-16),  Latina (2014-20),  Sandro Abate (2019-oggi)
- 5 volte •  Roma (1990-92, 1994-97),  Palmanova (1993-98),  Ciampino (2019-24)
- 4 volte •  Fiumicino (1992-95, 2011-12),  Roma Futsal (2004-08),  CLT Terni (2005-09),  L84 (2021-oggi),  Napoli (2021-oggi),  Olimpus Roma (2021-oggi)
- 3 volte •  Cesana (1990-93),  Pro Calcetto (1990-93),  Vigna Stelluti (1990-93),  CUS Viterbo (1990-91, 1994-96),  Ladispoli (1992-94, 1996-97),  Atletico Palermo (1995-96, 2003-05),  Jesina (1997-98, 1999-2001),  Stabia (2000-03),  Sport Five (2010-13),  Cogianco (2012-13, 2015-17),  Pescara (2018-21),  C.M.B. (2019-22),  Lido di Ostia (2019-22),  Mantova (2019-21, 2023-24),  Real San Giuseppe (2020-23),  Fortitudo Pomezia (2022-oggi)
- 2 volte •  Amatori Civitavecchia (1990-92),  GEAS Meda Roma (1990-92),  Aosta (1990-91, 1996-97),  Pomezia (1997-99),  Afragola (1997-98, 1999-2000),  Divino Amore (1999-2001),  Trinacria (1999-2001),  Verona (1999-2000, 2012-13),  Bellona (2000-02),  Nepi (2004-06),  Marcianise (2005-07),  Pro Scicli (2007-09),  Napoli Barrese (2008-10),  Atiesse (2009-11),  Napoli Vesevo (2009-11),  Venezia (2011-13),  Corigliano (2014-16),  Imola Castello (2016-18),  CDM Genova (2019-21),  Manfredonia (2021-22, 2024-oggi),  Active Network (2023-oggi),  Città di Cosenza (2023-oggi),  Ecocity Genzano (2023-oggi),  Sala Consilina (2023-oggi)
- 1 volta •  Barbagrigia (1990-91),  Clark Udine (1990-91),  Laser '86 (1990-91),  Lions Chioggia (1991-92),  San Michele (1991-92),  Città di Cosenza (1992-93),  Settimo Torinese (1992-93),  Avezzano (1993-94),  Taranto (1993-94),  Roma 3Z (1994-95),  GS Antonella Bari (1995-96),  Arca Academy Tours (1996-97),  Villa Marchesa (1996-97),  Firenze (1998-99),  Bergamo (2001-02),  Ciampino (2001-02),  San Paolo Pisa (2003-04),  Brillante Roma (2004-05),  Polisportiva Giampaoli (2005-06),  Romagna (2006-07),  Polizia Penitenziaria (2008-09),  LCF Martina (2013-14),  Sestu (2014-15),  Isola (2016-17),  Cisternino (2017-18),  Milano (2017-18),  Maritime (2018-19),  Polistena (2021-22),  Melilli (2022-23),  Monastir (2022-23),  Pistoia (2022-23),  Olimpia Verona (2023-24),  Benevento (2024-oggi)

### Partecipazioni per regione
Aggiornato alla stagione 2023-24
| Regione               | N. squadre | Elenco squadre | Part. totali |
| --------------------- | ---------- | --- | ------------ |
| Lazio                 | 32         | Active Network, Amatori Civitavecchia, Aniene/Ciampino Aniene, Arca Academy Tour, Brillante Roma, Ciampino, Cogianco, CUS Viterbo, Divino Amore, Ecocity Genzano, Fiumicino, Fortitudo Pomezia, GEAS Meda, Genzano, Gruppo Sportivo BNL, Isola, Ladispoli, Latina, Lazio, Lido di Ostia, Marino, Nepi, Olimpus Roma, Pomezia, Real Rieti, Roma Calcetto, Roma Futsal, Roma RCB, Roma 3Z, Poggio Verde, Torrino, Vigna Stelluti | 158          |
| Veneto                | 10         | Arzignano, Came Dosson/Came Treviso, Hellas Verona, Lions Chioggia, Luparense, Marca, Olimpia Verona, Petrarca, Venezia, Verona | 63           |
| Abruzzo               | 8          | Acqua&Sapone/Pescara 1997, Avezzano, Civitella/Pescara, CUS Chieti, Montesilvano, Pescara, Pro Calcetto Avezzano, Villa Marchesa | 63           |
| Sicilia               | 9          | Atletico Palermo, Augusta, Città di Palermo, Maritime, Melilli, Meta Catania, Pro Ficuzza, Pro Scicli, Trinacria | 49           |
| Campania              | 11         | Afragola, Bellona, Feldi Eboli, FF Napoli/Napoli, Marcianise, Napoli, Napoli Barrese, Napoli Vesevo, Real San Giuseppe, Sala Consilina, Sandro Abate, Stabia | 45           |
| Sardegna              | 5          | Atiesse, Cagliari, Delfino Cagliari, Monastir 360GG, Sestu | 18           |
| Piemonte              | 5          | Asti, L84, Settimo Torinese, Torino, Torino Cesana | 17           |
| Emilia-Romagna        | 3          | Imola, Kaos, Romagna | 17           |
| Calabria              | 6          | Città di Cosenza (1992-1993), Città di Cosenza (2023-), Cosenza, Fabrizio, Polistena, Reggio | 16           |
| Puglia                | 7          | Bisceglie, Cisternino, GS Antonella, LCF Martina, Manfredonia, Sport Five, Taranto | 14           |
| Toscana               | 5          | Firenze, Pistoia, Prato, San Michele, San Paolo Pisa | 13           |
| Lombardia             | 5          | Bergamo, Laser'86, Mantova, Milano, Milano 1992 | 12           |
| Marche                | 4          | Ascoli, Giampaoli Ancona, Italservice, Jesina | 12           |
| Umbria                | 3          | CLT Terni, Perugia, Polizia Penitenziaria | 11           |
| Friuli-Venezia Giulia | 2          | Clark Udine, Palmanova | 6            |
| Basilicata            | 1          | C.M.B. | 3            |
| Valle d'Aosta         | 1          | Aosta | 2            |
| Liguria               | 1          | CDM Genova | 2            |
| Molise                | 0          | / | 0            |
| Trentino-Alto Adige   | 0          | / | 0            |

## Albo d'oro
- 1984:  Roma
- 1984-1985:  Roma
- 1985-1986:  Ortana
- 1986-1987:  Marino
- 1987-1988:  Roma RCB
- 1988-1989:  Roma RCB
- 1989-1990:  Roma RCB
- 1990-1991:  Roma RCB
- 1991-1992:  BNL Roma
- 1992-1993:  Torrino
- 1993-1994:  Torrino
- 1994-1995:  BNL Roma
- 1995-1996:  BNL Roma
- 1996-1997:  BNL Roma
- 1997-1998:  Lazio
- 1998-1999:  Torino
- 1999-2000:  Genzano
- 2000-2001:  Roma RCB
- 2001-2002:  Prato
- 2002-2003:  Prato
- 2003-2004:  Arzignano
- 2004-2005:  Perugia
- 2005-2006:  Arzignano
- 2006-2007:  Luparense
- 2007-2008:  Luparense
- 2008-2009:  Luparense
- 2009-2010:  Montesilvano
- 2010-2011:  Marca
- 2011-2012:  Luparense
- 2012-2013:  Marca
- 2013-2014:  Luparense
- 2014-2015:  Pescara
- 2015-2016:  Asti
- 2016-2017:  Luparense
- 2017-2018:  Acqua e Sapone
- 2018-2019:  Italservice
- 2019-2020: non assegnato
- 2020-2021:  Italservice
- 2021-2022:  Italservice
- 2022-2023:  Feldi Eboli
- 2023-2024:  Meta Catania
- 2024-2025:  Meta Catania

### Titoli per squadra
| Squadra        | Vittorie | Anni                                                             |
| -------------- | -------- | ---------------------------------------------------------------- |
| Luparense      | 6        | 2006-2007, 2007-2008, 2008-2009, 2011-2012, 2013-2014, 2016-2017 |
| Roma RCB       | 5        | 1987-1988, 1988-1989, 1989-1990, 1990-1991, 2000-2001            |
| BNL Roma       | 4        | 1991-1992, 1994-1995, 1995-1996, 1996-1997                       |
| Italservice    | 3        | 2018-2019, 2020-2021, 2021-2022                                  |
| Roma           | 2        | 1984, 1985                                                       |
| Torrino        | 2        | 1992-1993, 1993-1994                                             |
| Prato          | 2        | 2001-2002, 2002-2003                                             |
| Arzignano      | 2        | 2003-2004, 2005-2006                                             |
| Marca          | 2        | 2010-2011, 2012-2013                                             |
| Meta Catania   | 2        | 2023-2024, 2024-2025                                             |
| Ortana         | 1        | 1985-1986                                                        |
| Marino         | 1        | 1986-1987                                                        |
| Lazio          | 1        | 1997-1998                                                        |
| Torino         | 1        | 1998-1999                                                        |
| Genzano        | 1        | 1999-2000                                                        |
| Perugia        | 1        | 2004-2005                                                        |
| Montesilvano   | 1        | 2009-2010                                                        |
| Pescara        | 1        | 2014-2015                                                        |
| Asti           | 1        | 2015-2016                                                        |
| Acqua e Sapone | 1        | 2017-2018                                                        |
| Feldi Eboli    | 1        | 2022-2023                                                        |

## Record del campionato italiano di calcio a 5

### Squadre

#### Imbattibilità

##### Assoluta
- 41 giornate -  Asti

Serie aperta sabato 21 aprile 2012: Asti-Montesilvano 2-1
Serie chiusa domenica 23 marzo 2014: Pescara-Asti 5-1

##### Intero campionato
- campionato a 14 squadre  Asti: 2012-13 (26 giornate)

### Calciatori

#### Stagione regolare
| Stagione | Nazione            | Giocatore        | Squadra      | Reti |
| -------- | ------------------ | ---------------- | ------------ | ---- |
| 1990-91  |                    |                  |              |      |
| 1991-92  | Italia (bandiera)  | Mario Patriarca  | Bologna      |      |
| 1992-93  | Italia (bandiera)  | Mario Patriarca  | Bologna      |      |
| 1993-94  | Italia (bandiera)  | Andrea Rubei     | Torrino      |      |
| 1994-95  |                    |                  |              |      |
| 1995-96  | Italia (bandiera)  | Giovanni Roma    | BNL Roma     | 48   |
| 1996-97  | Italia (bandiera)  | Roberto Matranga | Ladispoli    | 52   |
| 1997-98  | Italia (bandiera)  | Mario Paolillo   | Afragola     | 45   |
| 1998-99  | Italia (bandiera)  | Andrea Bearzi    | Prato        | 53   |
| 1999-00  | Brasile (bandiera) | Júnior           | Augusta      | 54   |
| 2000-01  | Italia (bandiera)  | Adriano Foglia   | Augusta      | 44   |
| 2001-02  | Italia (bandiera)  | Adriano Foglia   | Augusta      | 45   |
| 2002-03  | Italia (bandiera)  | Fabrizio Amoroso | Arzignano    | 35   |
| 2003-04  | Italia (bandiera)  | Eduardo Morgado  | Montesilvano | 40   |
| 2004-05  | Brasile (bandiera) | Denilson Manzali | Genzano      | 33   |
| 2005-06  | Italia (bandiera)  | Fabrizio Amoroso | Arzignano    | 34   |
| 2006-07  | Brasile (bandiera) | Sandrinho        | Luparense    | 34   |
| 2007-08  | Brasile (bandiera) | Júnior           | Montesilvano | 35   |

| Stagione | Nazione                                | Giocatore                         | Squadra                  | Reti |
| -------- | -------------------------------------- | --------------------------------- | ------------------------ | ---- |
| 2008-09  | Brasile (bandiera)                     | Kaká                              | Augusta                  | 28   |
| 2009-10  | Brasile (bandiera)                     | Gustavo Menini                    | Pescara                  | 36   |
| 2010-11  | Italia (bandiera)                      | Rodolfo Fortino                   | Augusta                  | 30   |
| 2011-12  | Italia (bandiera) · Spagna (bandiera)  | Adriano Foglia Héctor Albadalejo  | Marca Acqua e Sapone     | 28   |
| 2012-13  | Brasile (bandiera)                     | Kaká                              | Kaos                     | 33   |
| 2013-14  | Brasile (bandiera)                     | Paulinho                          | LCF Martina              | 29   |
| 2014-15  | Italia (bandiera)                      | Manoel Crema                      | Real Rieti               | 23   |
| 2015-16  | Italia (bandiera) · Brasile (bandiera) | Kaká Márcio Zanchetta             | Kaos Real Rieti          | 28   |
| 2016-17  | Brasile (bandiera)                     | Marcelinho                        | Isola                    | 24   |
| 2017-18  | Brasile (bandiera)                     | Jader Fornari                     | Feldi Eboli              | 27   |
| 2018-19  | Argentina (bandiera)                   | Cristian Borruto                  | Italservice              | 28   |
| 2019-20  | Italia (bandiera)                      | Rodolfo Fortino                   | Real Rieti               | 25   |
| 2020-21  | Italia (bandiera)                      | Arlan Pablo Vieira                | CAME Treviso             | 38   |
| 2021-22  | Italia (bandiera) · Italia (bandiera)  | Alessandro Patias Rodolfo Fortino | Real San Giuseppe Napoli | 35   |
| 2022-23  | Italia (bandiera)                      | Marcelinho                        | Olimpus Roma             | 32   |
| 2023-24  | Italia (bandiera)                      | Rodolfo Fortino                   | Olimpus Roma             | 31   |

#### Play-off
| Stagione | Nazione                                  | Giocatore                         | Squadra                    | Reti |
| -------- | ---------------------------------------- | --------------------------------- | -------------------------- | ---- |
| 1998-99  |                                          | sconosciuto                       |                            |      |
| 1999-00  |                                          | sconosciuto                       |                            |      |
| 2000-01  |                                          | sconosciuto                       |                            |      |
| 2001-02  |                                          | sconosciuto                       |                            |      |
| 2002-03  | Italia (bandiera) · Brasile (bandiera)   | Daniel De Nichile Júlio Romanini  | Lazio BNL Roma             | 10   |
| 2003-04  | Italia (bandiera)                        | Adriano Foglia                    | Arzignano                  | 11   |
| 2004-05  | Italia (bandiera)                        | Edgar Bertoni                     | Luparense                  | 10   |
| 2005-06  | Italia (bandiera)                        | Daniel De Nichile                 | Montesilvano               | 7    |
| 2006-07  | Brasile (bandiera)                       | Adelmo Pereira                    | Marca Trevigiana           | 11   |
| 2007-08  | Italia (bandiera) · Italia (bandiera)    | Humberto Honorio Gabriel Lima     | Luparense Marca Trevigiana | 7    |
| 2008-09  | Brasile (bandiera)                       | Alessandro Patias                 | Montesilvano               | 7    |
| 2009-10  | Argentina (bandiera) · Italia (bandiera) | Cristian Borruto Humberto Honorio | Montesilvano Luparense     | 7    |
| 2010-11  | Italia (bandiera)                        | Vinícius Duarte                   | Marca                      | 8    |
| 2011-12  | Argentina (bandiera) · Italia (bandiera) | Fernando Wilhelm Humberto Honorio | Marca Luparense            | 8    |

| 2012-13 | Italia (bandiera)                                                                                 | Alex Merlim                                                                                       | Luparense                                                                                         | 6                                                                                                 |                                                                                                   |                                                                                                   |
| 2013-14 | Argentina (bandiera)                                                                              | Leandro Cuzzolino                                                                                 | Acqua e Sapone                                                                                    | 10                                                                                                |                                                                                                   |                                                                                                   |
| 2014-15 | Argentina (bandiera)                                                                              | Maximiliano Rescia                                                                                | Pescara                                                                                           | 12                                                                                                |                                                                                                   |                                                                                                   |
| 2015-16 | Spagna (bandiera) · Brasile (bandiera)                                                            | Héctor Albadalejo Márcio Zanchetta                                                                | Real Rieti                                                                                        | 9                                                                                                 |                                                                                                   |                                                                                                   |
| 2016-17 | Brasile (bandiera)                                                                                | Mancuso                                                                                           | Luparense                                                                                         | 10                                                                                                |                                                                                                   |                                                                                                   |
| 2017-18 | Brasile (bandiera)                                                                                | Rafinha                                                                                           | Luparense                                                                                         | 11                                                                                                |                                                                                                   |                                                                                                   |
| 2018-19 | Argentina (bandiera) · Italia (bandiera)                                                          | Cristian Borruto Marcelinho                                                                       | Italservice                                                                                       | 10                                                                                                |                                                                                                   |                                                                                                   |
| 2019-20 | Play-off non disputati a causa dell'interruzione del campionato dovuto alla pandemia di CoViD-19. | Play-off non disputati a causa dell'interruzione del campionato dovuto alla pandemia di CoViD-19. | Play-off non disputati a causa dell'interruzione del campionato dovuto alla pandemia di CoViD-19. | Play-off non disputati a causa dell'interruzione del campionato dovuto alla pandemia di CoViD-19. | Play-off non disputati a causa dell'interruzione del campionato dovuto alla pandemia di CoViD-19. | Play-off non disputati a causa dell'interruzione del campionato dovuto alla pandemia di CoViD-19. |
| 2020-21 | Argentina (bandiera)                                                                              | Cristian Borruto                                                                                  | Italservice                                                                                       | 10                                                                                                |                                                                                                   |                                                                                                   |
| 2021-22 | Argentina (bandiera) · Brasile (bandiera)                                                         | Cristian Borruto Rodrigo Trentin                                                                  | Italservice Feldi Eboli                                                                           | 8                                                                                                 |                                                                                                   |                                                                                                   |
| 2022-23 | Brasile (bandiera) · Brasile (bandiera)                                                           | Leonardo Micheletto Matheus Sacon                                                                 | Pescara Olimpus Roma                                                                              | 6                                                                                                 |                                                                                                   |                                                                                                   |
| 2023-24 |                                                                                                   |                                                                                                   |                                                                                                   |                                                                                                   |                                                                                                   |                                                                                                   |

#### Giocatori pluriscudettati
In grassetto sono indicati giocatori militanti in Serie A nella stagione 2021-22:

##### 9 campionati
- Humberto Honorio (Luparense 06/07, 07/08, 08/09, 11/12, 13/14 e 16/17, Italservice 18/19, 20/21 e 21/22)

##### 8 campionati
- Mauro Canal (Luparense 07/08, 08/09, 11/12 e 13/14, Pescara 14/15, Italservice 18/19, 20/21 e 21/22)

##### 6 campionati
- Edgar Bertoni (Marca 10/11 e 12/13, Luparense 13/14 e 16/17, Asti 15/16, A&S 17/18)
- Patrick Nora (Luparense 06/07, 07/08 e 13/14, Marca 10/11 e 12/13, Asti 15/16)

##### 5 campionati
- Mario Caneschi (Roma Calcetto 1984, Ortana 85/86, Roma RCB 88/89, 89/90 e 90/91)
- Massimo Riscino (BNL 91/92, 94/95, 95/96 e 96/97, Genzano 99/00)
- Ivano Roma (Roma RCB 89/90 e 90/91, Torrino 92/93 e 93/94, BNL 94/95)
- Giovanni Roma (BNL 91/92, 94/95, 95/96 e 96/97, Torrino 93/94)
- Gianluca Scacchi (Roma Calcetto 1984 e 84/85, Ortana 85/86, BNL 91/92 e 94/95)
- Pablo Taborda (Luparense 13/14 e 16/17, Italservice 18/19, 20/21 e 21/22)

##### 4 campionati
- Luca Bergamini (Roma RCB 87/88, 88/89, 89/90 e 90/91)
- Cristian Borruto (Montesilvano 09/10, Italservice 18/19, 20/21 e 21/22)
- Renato Botti (Roma RCB 87/88, 88/89, 89/90 e 90/91)
- Gabriele Caleca (Torrino 92/93, BNL 94/95, 95/96 e 96/97)
- Ricardo Caputo (Montesilvano 09/10, Luparense 13/14, Pescara 14/15, Italservice 18/19)
- Júlio De Oliveira (Asti 15/16, A&S 17/18, Italservice 20/21 e 21/22)
- Renato Elia (Roma RCB 87/88, 88/89, 89/90 e 90/91)
- Andrea Famà (BNL 91/92, 94/95, 95/96 e 96/97)
- Filipe Follador (Marca 10/11 e 12/13, Luparense 13/14, Asti 15/16)
- Raffaele Formicola (Roma RCB 87/88, 88/89, 89/90 e 90/91)
- Gianluca Plini (BNL 91/92, 94/95, 95/96 e 96/97)
- Massimo Rinaldi (BNL 94/95, 95/96 e 96/97, Genzano 99/00)
- Dario Roscioli (Roma RCB 87/88, 88/89, 89/90 e 90/91)
- Andrea Rubei (Torrino 92/93 e 93/94, Torino 98/99, Prato 02/03)
- Javier Adolfo Salas (Pescara 14/15, Italservice 18/19, 20/21 e 21/22)
- Sandrinho (Prato 02/03, Arzignano 03/04, Luparense 06/07 e 08/09)
- Giorgio Scarnecchia (Roma RCB 87/88, 88/89, 89/90 e 90/91)
- Vampeta (Luparense 06/07, 07/08, 08/09 e 11/12)

##### 3 campionati
- Marco Angelini (Torrino 93/94, Lazio 97/98, Genzano 99/00)
- Andrea Bearzi (Prato 01/02 e 02/03, Arzignano 05/06)
- Márcio Brancher (Arzignano 03/04 e 05/06, Luparense 06/07)
- Aurelio Bussu (Torrino 92/93 e 93/94, Lazio 97/98)
- Fabricio Calderolli (Montesilvano 09/10, A&S 17/18, Feldi Eboli 22/23)
- Marco Caverzan (Marca 10/11 e 12/13, Luparense 13/14)
- Wellington Coco (Marca 10/11, Luparense 16/17, A&S 17/18)
- Leandro Cuzzolino (Montesilvano 09/10, Italservice 20/21 e 21/22)
- Vinícius Duarte (Marca 10/11 e 12/13, Asti 15/16)
- Marco Ercolessi (Marca 12/13, Luparense 13/14, Pescara 14/15)
- Alexandre Feller (Luparense 06/07 e 07/08, Marca 10/11)
- Alfredo Filippini (Roma Calcetto 1984 e 84/85, Ortana 85/86)
- Giuliano Fortini (Italservice 18/19, 20/21 e 21/22)
- Ivan Alves Júnior (Roma RCB 00/01, Montesilvano 2009/10, A&S 17/18)
- Giovanni Malagò (Roma RCB 88/89, 89/90, 90/91)
- Massimiliano Mannino (BNL 94/95, 95/96, 96/97)
- Roberto Matranga (Lazio 97/98, Genzano 99/00, Roma RCB 00/01)
- Michele Miarelli (Luparense 16/17, Italservice 18/19 e 20/21)
- Alessio Musti (Torrino 92/93 e 93/94, Lazio 97/98)
- Jonas Pinto Junior (Marca 10/11 e 12/13, A&S 17/18)
- Davide Putano (Luparense 06/07, 11/12 e 13/14)
- Massimo Quattrini (Torino 98/99, Prato 01/02 e 02/03)
- Pablo Ranieri (Prato 01/02 e 02/03, Arzignano 03/04)
- Massimo Ronconi (Roma Calcetto 1984 e 84/85, Ortana 85/86)
- Emiliano Rotondi (Roma Calcetto 1984 e 84/85, Ortana 85/86)
- Felipe Tonidandel (Italservice 18/19, 20/21 e 21/22)
- Gianfranco Tosoni (Roma RCB 87/88, 88/89, 89/90)
- Massimo Vinci (Roma RCB 88/89, 89/90, 90/91)
- Andrija Vujović (BNL 94/95, 95/96 e 96/97)
- Miguel Weber (Luparense 07/08, 08/09 e 11/12)
- Fernando Wilhelm (Arzignano 05/06, Marca 10/11 e 12/13)

### Allenatori

#### Allenatori scudettati

##### 7 campionati
- Fulvio Colini (Roma RCB 00/01, Montesilvano 09/10, Luparense 13/14, Pescara 14/15, Italservice 18/19, 20/21 e 21/22)

##### 6 campionati
- Jesús Velasco (Torino 98/99, Prato 01/02 e 02/03, Luparense 06/07, 07/08 e 08/09)

##### 4 campionati
- Cristian Bagordo (Roma RCB 87/88, 88/89, 89/90 e 90/91)
- Piero Gialli (BNL Roma 91/92, 94/95, 95/96 e 96/97)

##### 3 campionati
- Franco Ciccarelli (Roma RCB 87/88, 88/89 e 89/90)[5]

##### 2 campionati
- Remo Forte (Roma Calcetto 83/84 e 84/85)
- Alessandro Nuccorini (Torrino 92/93 e 93/94)
- Agenore Maurizi (Lazio 97/98, Genzano 99/00)
- Julio Fernández (Luparense 11/12, Marca 12/13)

##### 1 campionato
- Sergio Ceccano (Ortana 85/86)
- Roberto Papi (Marino 86/87)
- Gianfranco Tosoni (Roma RCB 90/91)[5]
- Lucio Solazzi (Arzignano 03/04)
- Massimo Ronconi (Perugia 04/05)
- Fabián López (Arzignano 05/06)
- Tiago Polido (Marca 10/11)
- Cafu (Asti 15/16)
- David Marín (Luparense 16/17)
- Faustino Pérez (A&S 17/18)
- Salvatore Samperi (Feldi Eboli 22/23)